# Spillefuglen (film fra 1924)
Spillefuglen (originaltitel Riders Up) er en amerikansk stumfilm fra 1924 instrueret af Irving Cummings.

## Medvirkende
- Creighton Hale som Johnny
- George Cooper som Henry
- Kate Price som Mrs. Ryan
- Robert Brower som Jeff
- Ethel Shannon som Norah Ryan, The Fiddlin' Doll
- Edith Yorke
- Charlotte Stevens
- Harry Tracy
- Hank Mann